# Jasper County, Indiana
Jasper County är ett administrativt område i nordvästra delen av delstaten Indiana, USA, med 33 478 invånare. Den administrativa huvudorten (county seat) är Rensselaer. 

## Geografi
Enligt United States Census Bureau har countyt en total area på 1 454 km². 1 450 km² av den arean är land och 4 km² är vatten.   

### Angränsande countyn
- Porter County - nord
- LaPorte County - nordost
- Starke County - öst
- Pulaski County - öst
- Vita County - sydost
- Benton County - syd
- Newton County - väst
- Lake County - nordväst

### Större orter
- De Motte - 3 300 invånare
- Rensselaer - 5 300
- Roselawn - 3 900